# Radek Bejbl
Radek Bejbl (Nymburk, 29 agosto 1972) è un ex calciatore ceco, di ruolo difensore o centrocampista.
È l'11º miglior calciatore ceco del decennio (1993-2003) secondo la rivista ceca Mladá fronta DNES.

## Carriera

### Club

#### Slavia Praga
Nasce a Nymburk a pochi chilometri dalla Capitale ceca. Passa infatti, a 18 anni ai praghensi dello Slavia Praga nel 1990, dove rimarrà fino al 1996 collezionando più di 150 partite di campionato e 28 reti.
Nel 1990 il campionato cecoslovacco viene concluso a metà classifica. L'anno successivo i "Sešívaní" di Bejbl conquistano il quarto posto in campionato che vale un posto in Coppa UEFA. In tale competizione i biancorossi vengono subito eliminati dagli scozzesi dell'Hearts per 4-3: dopo l'1-0 a Praga a favore dello Slavia, i cechi subiscono una sconfitta per 4-2 ai danni dei Maroons ad Edimburgo.
Nel 1992 lo Slavia lotta per vincere lo scudetto contro lo Slovan Bratislava e i rivali dello Sparta Praga. Chiude al secondo posto, ciò vale la Coppa UEFA in cui la squadra è eliminata al primo turno.
Nel 1993 la Cecoslovacchia si divide in Repubblica Ceca e in Slovacchia. Il primo campionato ceco è vinto dai granata di Praga proprio sullo Slavia. C'è comunque la qualificazione alla Coppa UEFA 1994-1995: nella competizione europea passano il 1º turno battendo gli irlandesi del Cork City 6-0 (2-0 a Praga, 4-0 a Cork), sul loro cammino incontrano l'AIK Stoccolma che li estromette dalla competizione per la regola dei gol fuori casa (0-0 a Praga, 2-2 a Stoccolma.
Nella stagione 1994-1995 lo Sparta vince ancora il titolo ceco per 6 punti sullo Slavia. È ancora Coppa UEFA per i biancorossi, che arrivano in semifinale, in cui vengono eliminati dal Bordeaux 2-0 (1-0 a Praga, 1-0 a Bordeaux).
Nel 1996 i biancorossi di Bejbl vincono lo scudetto.

#### Atlético Madrid
Nel 1996 passa agli spagnoli dell'Atlético Madrid dove gioca  fino al 2000 giocando 105 partite di Primera División e mettendo a segno 2 reti. Gli spagnoli arrivati quinti in campionato nel 1996 partecipano alla Coppa UEFA, battuti dalla Lazio, squadra italiana, con uno 0-1 complessivo in semifinale.
La successiva stagione di campionato è chiusa al 7º posto, con qualificazione in Coppa UEFA, con ancora l'eliminazione in semifinale questa volta dal Parma (2-5 complessivo).
Il campionato successivo si chiude al tredicesimo posto, ma dato che i colchoneros sono arrivati in finale di Coppa del Re (persa contro il Valencia 3-0) e il Valencia partecipa alla Champions League hanno diritto alla partecipazione in Coppa UEFA: stavolta arriva l'eliminazione per mano del Lens per 6-4.
Nel 1999 la squadra cambia quattro allenatori: Arrigo Sacchi, Carlos Sànchez Aguiar, Radomir Antić e Claudio Ranieri.

#### Lens
Bejbl si trasferisce in Francia, nel Lens, nel 2000. La squadra è capolista tra la quarta e la sesta giornata, poi si salva per pochi punti. Bejbl giocherà 26 partite di campionato senza segnare.
Nel 2001 il Lens perde il campionato per 2 punti a favore del Lione, guadagnando l'accesso alla UEFA Champions League. I francesi chiuderanno al 3º posto il proprio girone e vanno in Coppa UEFA, dove sono eliminati dai portoghesi del Porto per 3-1.

#### Il ritorno allo Slavia Praga
Bejbl nel 2002 ritorna in patria, da dove aveva cominciato 12 anni prima, allo Slavia Praga. Durante la sua permanenza gioca da titolare. Nel 2002 lo Slavia perde il campionato per un punto in favore dello Sparta. In Coppa UEFA lo Slavia esce dalla competizione per mano del Levski Sofia grazie alla regola dei gol in trasferta (2-2 a Praga, 0-0 a Sofia).
La stagione seguente lo Slavia ottiene il 4º posto in campionato che consente la qualificazione in Coppa UEFA, venendo eliminati dalla Dinamo Tbilisi per 3-3 grazie alla regola dei gol fuori casa (3-1 a Praga, 2-0 a Tbilisi).
Nella stagione 2004 lo Slavia partecipa ancora alla Coppa UEFA, venendo eliminato ai sedicesimi per mano degli italiani del Palermo, che riesce a passare il turno sempre grazie alla regola dei gol in trasferta: 2-2 (2-1 a Praga, 0-1 a Palermo).
Gioca quindi tre stagioni con 83 incontri di Gambrinus Liga e 2 reti.

#### Fine carriera: Rapid Vienna e Slovan Liberec
Nel 2005 passa ai viennesi del Rapid. Nel 2005 ottiene il 5º posto in campionato, mentre nel 2006 il Rapid è quarto. Colleziona 59 incontri e 3 reti.
Va a Liberec nel 2007 per giocare nello Slovan dove chiude la carriera calcistica in patria nel 2008. Giocherà poche partite prima di attaccare le scarpe al chiodo.

### Nazionale
Bejbl gioca 58 incontri e segna 2 reti con la nazionale maggiore tra il 1992 e il 2001. Partecipa ai Campionato europeo di calcio under-21 del 1992 e la Cecoslovacchia viene eliminata ai quarti dall'Italia (che poi vincerà l'Europeo Under-21) per 4-1.
Partecipa all'edizione 1996 del Campionato europeo di calcio, dove la Repubblica Ceca arriva seconda, battuta dalla Germania grazie ad un golden goal di Oliver Bierhoff al 95'. Bejbl segna anche in quell'Europeo contro l'Italia il gol del 2-1 che fa vincere i cechi.
Non partecipa ai Campionato mondiale di calcio 1994 ma partecipa agli Europei 2000 dove la Repubblica ceca viene eliminata ai gironi.

## Statistiche
Bejbl ha partecipato a 10 edizioni di Coppa UEFA e 2 di Champions League: con lo Slavia Praga nel 1992, 1993, 1994, 1995, 2003, 2004, con l'Atlético Madrid nel 1996, 1997, 1998 e con il Lens nel 2002 e di Champions League nel 1995 con lo Slavia Praga e nel 2002 con il Lens partecipando a 26 partite di Coppa UEFA con lo Slavia Praga e a 28 incontri della stessa coppa con l'Atlético Madrid, solo 2 partite di Coppa UEFA le ha disputate con il Lens in totale sono 56 partite, mentre ha giocato 8 partite di Champions 6 delle quali con il Lens le rimanenti con lo Slavia Praga.

### Cronologia presenze e reti in nazionale
| Cronologia completa delle presenze e delle reti in nazionale ― Cecoslovacchia | Cronologia completa delle presenze e delle reti in nazionale ― Cecoslovacchia | Cronologia completa delle presenze e delle reti in nazionale ― Cecoslovacchia | Cronologia completa delle presenze e delle reti in nazionale ― Cecoslovacchia | Cronologia completa delle presenze e delle reti in nazionale ― Cecoslovacchia | Cronologia completa delle presenze e delle reti in nazionale ― Cecoslovacchia | Cronologia completa delle presenze e delle reti in nazionale ― Cecoslovacchia | Cronologia completa delle presenze e delle reti in nazionale ― Cecoslovacchia |
| Data                                                                          | Città                                                                         | In casa                                                                       | Risultato                                                                     | Ospiti                                                                        | Competizione                                                                  | Reti                                                                          | Note                                                                          |
| ----------------------------------------------------------------------------- | ----------------------------------------------------------------------------- | ----------------------------------------------------------------------------- | ----------------------------------------------------------------------------- | ----------------------------------------------------------------------------- | ----------------------------------------------------------------------------- | ----------------------------------------------------------------------------- | ----------------------------------------------------------------------------- |
| 4-1-1992                                                                      | Il Cairo                                                                      | Egitto                                                                        | 2 – 0                                                                         | Cecoslovacchia                                                                | Amichevole                                                                    | -                                                                             |                                                                               |
| 28-4-1993                                                                     | Ostrava                                                                       | Cecoslovacchia                                                                | 1 – 1                                                                         | Galles                                                                        | Qual. Mondiali 1994                                                           | -                                                                             | 67’                                                                           |
| Totale                                                                        |                                                                               | Presenze                                                                      | 2                                                                             |                                                                               | Reti                                                                          | 0                                                                             |                                                                               |

| Cronologia completa delle presenze e delle reti in nazionale ― Rep. Ceca | Cronologia completa delle presenze e delle reti in nazionale ― Rep. Ceca | Cronologia completa delle presenze e delle reti in nazionale ― Rep. Ceca | Cronologia completa delle presenze e delle reti in nazionale ― Rep. Ceca | Cronologia completa delle presenze e delle reti in nazionale ― Rep. Ceca | Cronologia completa delle presenze e delle reti in nazionale ― Rep. Ceca | Cronologia completa delle presenze e delle reti in nazionale ― Rep. Ceca | Cronologia completa delle presenze e delle reti in nazionale ― Rep. Ceca |
| Data                                                                     | Città                                                                    | In casa                                                                  | Risultato                                                                | Ospiti                                                                   | Competizione                                                             | Reti                                                                     | Note                                                                     |
| ------------------------------------------------------------------------ | ------------------------------------------------------------------------ | ------------------------------------------------------------------------ | ------------------------------------------------------------------------ | ------------------------------------------------------------------------ | ------------------------------------------------------------------------ | ------------------------------------------------------------------------ | ------------------------------------------------------------------------ |
| 8-5-1995                                                                 | Bratislava                                                               | Slovacchia                                                               | 1 – 1                                                                    | Rep. Ceca                                                                | Amichevole                                                               | -                                                                        |                                                                          |
| 13-12-1995                                                               | Kaifan                                                                   | Kuwait                                                                   | 1 – 2                                                                    | Rep. Ceca                                                                | Amichevole                                                               | -                                                                        |                                                                          |
| 26-3-1996                                                                | Ostrava                                                                  | Rep. Ceca                                                                | 3 – 0                                                                    | Turchia                                                                  | Amichevole                                                               | -                                                                        | 46’                                                                      |
| 24-4-1996                                                                | Praga                                                                    | Rep. Ceca                                                                | 2 – 0                                                                    | Irlanda                                                                  | Amichevole                                                               | -                                                                        | 46’                                                                      |
| 29-5-1996                                                                | Salisburgo                                                               | Austria                                                                  | 1 – 0                                                                    | Rep. Ceca                                                                | Amichevole                                                               | -                                                                        |                                                                          |
| 1-6-1996                                                                 | Basilea                                                                  | Svizzera                                                                 | 1 – 2                                                                    | Rep. Ceca                                                                | Amichevole                                                               | -                                                                        |                                                                          |
| 9-6-1996                                                                 | Manchester                                                               | Germania                                                                 | 2 – 0                                                                    | Rep. Ceca                                                                | Euro 1996 - 1º turno                                                     | -                                                                        | 27’                                                                      |
| 14-6-1996                                                                | Liverpool                                                                | Rep. Ceca                                                                | 2 – 1                                                                    | Italia                                                                   | Euro 1996 - 1º turno                                                     | 1                                                                        |                                                                          |
| 19-6-1996                                                                | Liverpool                                                                | Rep. Ceca                                                                | 3 – 3                                                                    | Russia                                                                   | Euro 1996 - 1º turno                                                     | -                                                                        |                                                                          |
| 23-6-1996                                                                | Birmingham                                                               | Rep. Ceca                                                                | 1 – 0                                                                    | Portogallo                                                               | Euro 1996 - Quarti di finale                                             | -                                                                        | 55’                                                                      |
| 30-6-1996                                                                | Londra                                                                   | Rep. Ceca                                                                | 1 – 2 gg                                                                 | Germania                                                                 | Euro 1996 - Finale                                                       | -                                                                        |                                                                          |
| 4-9-1996                                                                 | Jablonec nad Nisou                                                       | Rep. Ceca                                                                | 2 – 1                                                                    | Islanda                                                                  | Amichevole                                                               | -                                                                        |                                                                          |
| 18-9-1996                                                                | Teplice                                                                  | Rep. Ceca                                                                | 6 – 0                                                                    | Malta                                                                    | Qual. Mondiali 1998                                                      | -                                                                        | 28’                                                                      |
| 9-10-1996                                                                | Praga                                                                    | Rep. Ceca                                                                | 0 – 0                                                                    | Spagna                                                                   | Qual. Mondiali 1998                                                      | -                                                                        |                                                                          |
| 10-11-1996                                                               | Belgrado                                                                 | Jugoslavia                                                               | 1 – 0                                                                    | Rep. Ceca                                                                | Qual. Mondiali 1998                                                      | -                                                                        |                                                                          |
| 11-12-1996                                                               | Casablanca                                                               | Nigeria                                                                  | 1 – 2                                                                    | Rep. Ceca                                                                | Torneo Hassan II 1996                                                    | -                                                                        | 46’                                                                      |
| 12-12-1996                                                               | Casablanca                                                               | Croazia                                                                  | 1 – 1 dts (4 – 1 dtr)                                                    | Rep. Ceca                                                                | Torneo Hassan II 1996                                                    | -                                                                        |                                                                          |
| 2-4-1997                                                                 | Praga                                                                    | Rep. Ceca                                                                | 1 – 2                                                                    | Jugoslavia                                                               | Qual. Mondiali 1998                                                      | 1                                                                        | 44’                                                                      |
| 20-8-1997                                                                | Teplice                                                                  | Rep. Ceca                                                                | 2 – 0                                                                    | Fær Øer                                                                  | Qual. Mondiali 1998                                                      | -                                                                        | 18’                                                                      |
| 24-8-1997                                                                | Bratislava                                                               | Slovacchia                                                               | 2 – 1                                                                    | Rep. Ceca                                                                | Qual. Mondiali 1998                                                      | -                                                                        | 26’                                                                      |
| 6-9-1997                                                                 | Toftir                                                                   | Fær Øer                                                                  | 0 – 2                                                                    | Rep. Ceca                                                                | Qual. Mondiali 1998                                                      | -                                                                        |                                                                          |
| 24-9-1997                                                                | Ta' Qali                                                                 | Malta                                                                    | 0 – 1                                                                    | Rep. Ceca                                                                | Qual. Mondiali 1998                                                      | 1                                                                        |                                                                          |
| 11-10-1997                                                               | Praga                                                                    | Rep. Ceca                                                                | 3 – 0                                                                    | Slovacchia                                                               | Qual. Mondiali 1998                                                      | -                                                                        |                                                                          |
| 13-12-1997                                                               | Riad                                                                     | Rep. Ceca                                                                | 2 – 2                                                                    | Sudafrica                                                                | Conf. Cup 1997 - 1º turno                                                | -                                                                        |                                                                          |
| 15-12-1997                                                               | Riad                                                                     | Rep. Ceca                                                                | 1 – 2                                                                    | Uruguay                                                                  | Conf. Cup 1997 - 1º turno                                                | -                                                                        |                                                                          |
| 17-12-1997                                                               | Riad                                                                     | Rep. Ceca                                                                | 6 – 1                                                                    | Emirati Arabi Uniti                                                      | Conf. Cup 1997 - 1º turno                                                | -                                                                        |                                                                          |
| 19-12-1997                                                               | Riad                                                                     | Rep. Ceca                                                                | 0 – 2                                                                    | Brasile                                                                  | Conf. Cup 1997 - Semifinale                                              | -                                                                        | 90’                                                                      |
| 21-12-1997                                                               | Riad                                                                     | Rep. Ceca                                                                | 1 – 0                                                                    | Uruguay                                                                  | Conf. Cup 1997 - Finale 3º posto                                         | -                                                                        | 59’                                                                      |
| 25-3-1998                                                                | Olomouc                                                                  | Rep. Ceca                                                                | 2 – 1                                                                    | Irlanda                                                                  | Amichevole                                                               | -                                                                        |                                                                          |
| 22-4-1998                                                                | Murska Sobota                                                            | Slovenia                                                                 | 1 – 3                                                                    | Rep. Ceca                                                                | Amichevole                                                               | -                                                                        | cap. 86’                                                                 |
| 21-5-1998                                                                | Kōbe                                                                     | Rep. Ceca                                                                | 1 – 0                                                                    | Paraguay                                                                 | Amichevole                                                               | -                                                                        |                                                                          |
| 24-5-1998                                                                | Yokohama                                                                 | Giappone                                                                 | 0 – 0                                                                    | Rep. Ceca                                                                | Amichevole                                                               | -                                                                        |                                                                          |
| 6-9-1998                                                                 | Toftir                                                                   | Fær Øer                                                                  | 0 – 1                                                                    | Rep. Ceca                                                                | Qual. Euro 2000                                                          | -                                                                        | 80’                                                                      |
| 10-10-1998                                                               | Sarajevo                                                                 | Bosnia ed Erzegovina                                                     | 1 – 3                                                                    | Rep. Ceca                                                                | Qual. Euro 2000                                                          | -                                                                        |                                                                          |
| 14-10-1998                                                               | Teplice                                                                  | Rep. Ceca                                                                | 4 – 1                                                                    | Estonia                                                                  | Qual. Euro 2000                                                          | -                                                                        | 79’                                                                      |
| 18-11-1998                                                               | Londra                                                                   | Inghilterra                                                              | 2 – 0                                                                    | Rep. Ceca                                                                | Amichevole                                                               | -                                                                        |                                                                          |
| 18-8-1999                                                                | Drnovice                                                                 | Rep. Ceca                                                                | 3 – 0                                                                    | Svizzera                                                                 | Amichevole                                                               | -                                                                        |                                                                          |
| 4-9-1999                                                                 | Vilnius                                                                  | Lituania                                                                 | 0 – 4                                                                    | Rep. Ceca                                                                | Qual. Euro 2000                                                          | -                                                                        |                                                                          |
| 8-9-1999                                                                 | Teplice                                                                  | Rep. Ceca                                                                | 3 – 0                                                                    | Bosnia ed Erzegovina                                                     | Qual. Euro 2000                                                          | -                                                                        |                                                                          |
| 9-10-1999                                                                | Praga                                                                    | Rep. Ceca                                                                | 2 – 0                                                                    | Fær Øer                                                                  | Qual. Euro 2000                                                          | -                                                                        | 66’                                                                      |
| 13-11-1999                                                               | Eindhoven                                                                | Paesi Bassi                                                              | 1 – 1                                                                    | Rep. Ceca                                                                | Amichevole                                                               | -                                                                        | 65’                                                                      |
| 23-2-2000                                                                | Dublino                                                                  | Irlanda                                                                  | 3 – 2                                                                    | Rep. Ceca                                                                | Amichevole                                                               | -                                                                        |                                                                          |
| 29-3-2000                                                                | Teplice                                                                  | Rep. Ceca                                                                | 3 – 1                                                                    | Australia                                                                | Amichevole                                                               | -                                                                        | 73’                                                                      |
| 26-4-2000                                                                | Praga                                                                    | Rep. Ceca                                                                | 4 – 1                                                                    | Israele                                                                  | Amichevole                                                               | -                                                                        | cap.                                                                     |
| 3-6-2000                                                                 | Norimberga                                                               | Germania                                                                 | 3 – 2                                                                    | Rep. Ceca                                                                | Amichevole                                                               | -                                                                        | 54’                                                                      |
| 11-6-2000                                                                | Amsterdam                                                                | Paesi Bassi                                                              | 1 – 0                                                                    | Rep. Ceca                                                                | Euro 2000 - 1º turno                                                     | -                                                                        | 61’                                                                      |
| 16-6-2000                                                                | Bruges                                                                   | Rep. Ceca                                                                | 1 – 2                                                                    | Francia                                                                  | Euro 2000 - 1º turno                                                     | -                                                                        | 49’                                                                      |
| 21-6-2000                                                                | Liegi                                                                    | Rep. Ceca                                                                | 2 – 0                                                                    | Danimarca                                                                | Euro 2000 - 1º turno                                                     | -                                                                        | 62’                                                                      |
| 16-8-2000                                                                | Ostrava                                                                  | Rep. Ceca                                                                | 0 – 1                                                                    | Slovenia                                                                 | Amichevole                                                               | -                                                                        | cap. 46’                                                                 |
| 2-9-2000                                                                 | Sofia                                                                    | Bulgaria                                                                 | 0 – 1                                                                    | Rep. Ceca                                                                | Qual. Mondiali 2002                                                      | -                                                                        | 38’                                                                      |
| 7-10-2000                                                                | Teplice                                                                  | Rep. Ceca                                                                | 4 – 0                                                                    | Islanda                                                                  | Qual. Mondiali 2002                                                      | -                                                                        |                                                                          |
| 11-10-2000                                                               | Ta' Qali                                                                 | Malta                                                                    | 0 – 0                                                                    | Rep. Ceca                                                                | Qual. Mondiali 2002                                                      | -                                                                        |                                                                          |
| 28-2-2001                                                                | Skopje                                                                   | Macedonia                                                                | 1 – 1                                                                    | Rep. Ceca                                                                | Amichevole                                                               | -                                                                        |                                                                          |
| 24-3-2001                                                                | Belfast                                                                  | Irlanda del Nord                                                         | 0 – 1                                                                    | Rep. Ceca                                                                | Qual. Mondiali 2002                                                      | -                                                                        |                                                                          |
| 28-3-2001                                                                | Praga                                                                    | Rep. Ceca                                                                | 0 – 0                                                                    | Danimarca                                                                | Qual. Mondiali 2002                                                      | -                                                                        | 23’                                                                      |
| 6-6-2001                                                                 | Teplice                                                                  | Rep. Ceca                                                                | 3 – 1                                                                    | Irlanda del Nord                                                         | Qual. Mondiali 2002                                                      | -                                                                        | 46’                                                                      |
| Totale                                                                   |                                                                          | Presenze                                                                 | 56                                                                       |                                                                          | Reti                                                                     | 3                                                                        |                                                                          |

## Palmarès

### Club

#### Competizioni nazionali
- Campionato ceco: 1

Slavia Praga: 1995-1996

#### Competizioni internazionali
- Coppa Piano Karl Rappan: 1

Slavia Praga: 1992